# Tiáong
Tiáong es un municipio filipino de primera clase, perteneciente a la provincia de Quezon, en la región de Calabarzon.

## Toponimia
El lugar puede aparecer referido como «Tiaong» en inglés y «Tiaon».

## Historia
Hacia mediados del siglo XIX, el lugar, ya por entonces perteneciente a la provincia de Tayabas, tenía contabilizada una población de 3000 habitantes, repartidos en 666 casas. Aparece descrito en el segundo volumen del Diccionario geográfico, estadístico, histórico de las Islas Filipinas (1851) de Manuel Buzeta Núñez y Felipe Bravo con las siguientes palabras:

TIAON: pueblo con cura y gobernadorcillo, en la isla de Luzon, prov. de Tayabas, dióc. de Nueva Cáceres, sit. en los 125° 30" long. 13° 58' 20" lat., en terr. llano, á la orilla del rio á que da nombre, defendido de los vientos N. E. por los montes Majaijai, S. Cristóbal y pico Sanaya: su clima es templado y saludable. Tiene 666 casas, y una iglesia parroquial de buena fábrica, servida por un cura regular. Los principales edificios de este pueblo son: la referida iglesia, la casa parroquial y la de comunidad, donde está la cárcel. Hay una escuela de instruccion primaria y un cementerio fuera de la poblacion. Confina el térm. por E. S. E. con el de Sariaya, cuyo pueblo dista unas 5 leg. por E. con el de la cabeza de la prov. á 6 ½ id. y por S. N. y O. con la prov. de Batangas. El terr. es montuoso, aunque no faltan llanuras como la que se estiende al S. del pueblo, entre el referido rio de Tiaon y el de Lagnas que corre al S. E. En los montes se crian buenas maderas, varias clases de cañas y abundante caza. En el terr. reducido á cultivo, las prod. son, arroz, maiz, caña dulce, frutas y legumbres. Ind. la fabricacion de algunas telas, en la que se ocupan las mugeres, la agricultura, la caza y el beneficio de la caña dulce. Pobl. almas 3,000 trib. 900.
(Buzeta y Bravo, 1851, p. 452)

En 2020, tenía censados 106 265 habitantes.